# تاريخك بالكامل (المرآة السوداء)
"تاريخك بالكامل" The Entire History of You هو الحلقة الثالثة والأخيرة من السلسلة الأولى سلسلة الخيال العلمي المرآة السوداء". هي الحلقة الوحيدة التي لم يكتبها أو يشارك في كتابتها مبتكر السلسلة تشارلي بروكر، بل كتبها كاتب المسرحيات الكوميدية جيسي أرمسترونغ. أخرج الحلقة بريان ويلش، وعُرضت لأول مرة على قناة 4 في 18 ديسمبر 2011.
تدور أحداث الحلقة في المستقبل حيث تتيح تقنية "الحبوب" تسجيل الحواس السمعية والبصرية للأشخاص، مما يسمح لهم بإعادة مشاهدة ذكرياتهم. يحضر المحامي ليام (توبي كيبيل) حفل عشاء مع زوجته فيون (جودي ويتاكر)، ويصبح مشككًا بعد رؤيتها تتفاعل بحماس مع صديق لها، جوناس (توم كولين). يدفعه ذلك لتدقيق ذكرياته وادعاءات فيون حول طبيعة علاقتها بجوناس. صُممت الحلقة لتدور أحداثها في عام 2050، مع استخدام مكثف لمواد الحجر والخشب والمعدن في الديكورات. اقترح أرمسترونغ فكرة الحلقة حول العلاقات
كانت الحلقة أقل كوميدية من أعمال أرمسترونغ الأخرى، حيث أشار النقاد إلى أهميتها في ظل استخدام الهواتف المحمولة والإنترنت لتسجيل تفاصيل متزايدة عن حياة الناس. كان استقبال الحلقة عند بثها إيجابيًا تجاه فكرتها وأداء كيبيل، مع آراء متباينة حول تنفيذها. لاحقًا، صنفها النقاد عادةً بين أفضل حلقات "بلاك ميرور".